# Evangelische Kirche (Biskirchen)

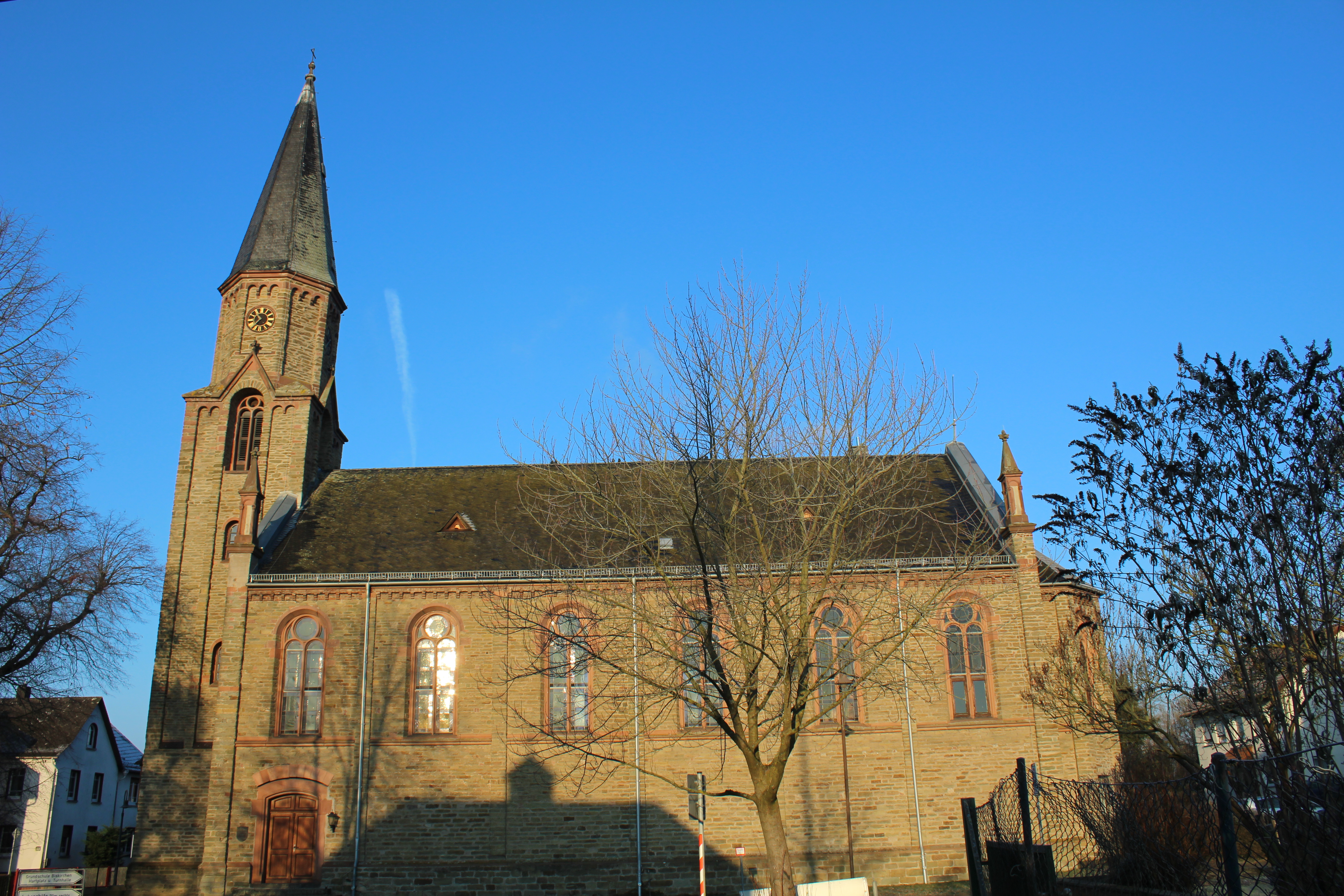
Kirche in Biskirchen

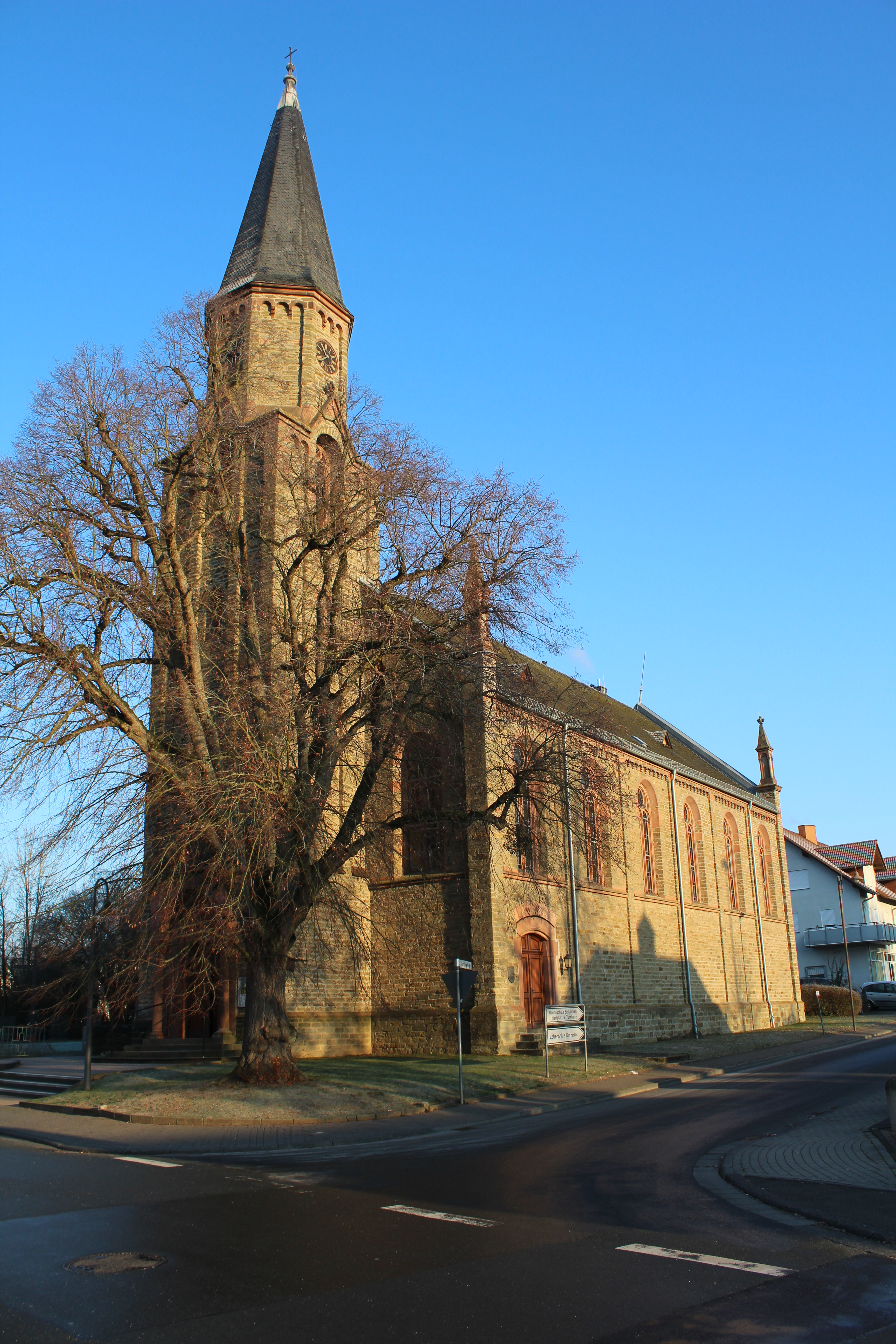
Kirche in Biskirchen

Die evangelische Kirche in Biskirchen, einem Stadtteil von Leun im hessischen Lahn-Dill-Kreis, ist eine Saalkirche, die in den Jahren von 1868 bis 1870 im neuromanischen Rundbogenstil errichtet wurde. An dem Entwurf hatte Friedrich August Stüler maßgeblichen Einfluss. Sie ist aufgrund ihrer geschichtlichen, künstlerischen, städtebaulichen und wissenschaftlichen Bedeutung hessisches Baudenkmal.

## Geschichte
Der Name des Ortes („Bischofskirchen“) geht wohl darauf zurück, dass der Würzburger Bischof Rudolf I. (892–908) in Biskirchen eine Kirche gründete, die er dem Stift für Regularkanoniker in Gemünden im Westerwald übergab. Es wird vermutet, dass er eine hölzerne Kirche errichten ließ. Später wurde sie vom Stift den Herren von Runkel und Westerburg übertragen, die seit dem 13. Jahrhundert als Patronatsherren nachweisbar sind. Im Jahr 1338 ist Dietrich Scherre als erster Pfarrer namentlich bezeugt. Die Herren von Westerburg hatten 1338, 1459 und 1473 das Kirchenpatronat inne. Biskirchen gehörte im Mittelalter zum Archipresbyterat Wetzlar im Archidiakonat St. Lubentius Dietkirchen in der Erzdiözese Trier. Es bildete schon in vorreformatorischer Zeit mit Bissenberg und Stockhausen ein Kirchspiel, das in nachreformatorischer Zeit fortbestand.

Plan der Bischofskirche anhand der Ausgrabungen

Die Ausgrabungen der sogenannten „Bischofskirche“ in der Lahnniederung, wie der Vorgängerbau der heutigen Kirche genannt wurde, förderten im Jahr 1939 eine zweischiffige romanische Kirche (23,10 Meter Gesamtlänge) mit Quadratchor (außen 7,90 Meter breit und innen 4,20 Meter, 8,00 Meter lang) und halbrunder Ostapsis (außen 7,00 Meter breit, innen 4,80 Meter) zutage. Das schmale Nordschiff (3,50 Meter breit) schloss in derselben Höhe wie das zweigeteilte Mittelschiff (außen 12,25 Meter lang, 6,50 Meter breit, etwa 4,00 Meter lichte Breite) mit einer Ostapsis ab. Im Süden des Chorquadrates war ein querschiffartiger halbrunder Apsisbau angebaut (außen 6,70 Meter breit, 5,40 Meter tief). Vermutlich war ursprünglich eine dreischiffige (basilikale) Anlage ohne Querhaus geplant. In einer zweiten Bauphase in spätgotischer Zeit wurde das Nordschiff aufgegeben und in einer dritten Phase der südliche Anbau in ein Rechteck umgebaut und das Chorquadrat Richtung Norden durch einen schmalen rechteckigen Anbau erweitert. Aufgrund der spärlichen schriftlichen Überlieferung ist eine Datierung schwierig, im 10. oder frühen 11. Jahrhundert nicht ausgeschlossen, aber im 12. Jahrhundert am wahrscheinlichsten.
Mit Einführung der Reformation im Jahr 1549 wechselte die Kirchengemeinde zum evangelischen Bekenntnis. Nach drei Jahren Vakanz wird 1552 als erster evangelischer Pfarrer ein Christophel N. genannt, als die Grafen von Leiningen-Westerburg das Patronat innehatten. 1582 führte Graf Konrad von Solms-Braunfels das reformierte Bekenntnis offiziell ein.
Die „Bischofskirche“ war immer wieder vom Hochwasser betroffen und wurde im 19. Jahrhundert zunehmend abgängig. Nach mehreren Hochwasserkatastrophen im 18. Jahrhundert, bei denen das Lahnwasser in der Kirche stand, wurde 1806/1807 eine umfassende Sanierung durchgeführt. Im Winter 1846/1847 blieb sie aufgrund von Einsturzgefahr gesperrt. Die drei Gemeinden des Kirchspiels zahlten ab 1858 in eine Kirchenbaukasse ein, die durch einen groß angelegten Kollektenaufruf der Landeskirche unterstützt wurde.  Pfarrer Karl Wetz (1821–1894) gab 1867 eine Predigtsammlung heraus, deren Verkaufserlös dem Kirchenneubau und einer neuen Orgel zugutekam. Im Jahr 1862 hielt der Landschaftszeichner Carl Theodor Reiffenstein eine Ansicht von Osten fest. Sie zeigt ein Langhaus mit Satteldach (14–15 Meter hoch), einen Westturm mit barockem, oktogonalem Haubenhelm (etwa 21 Meter hoch), eine romanische, eingezogene, halbrunde Ostapsis (10–11 Meter hoch) sowie einen südlichen Anbau.

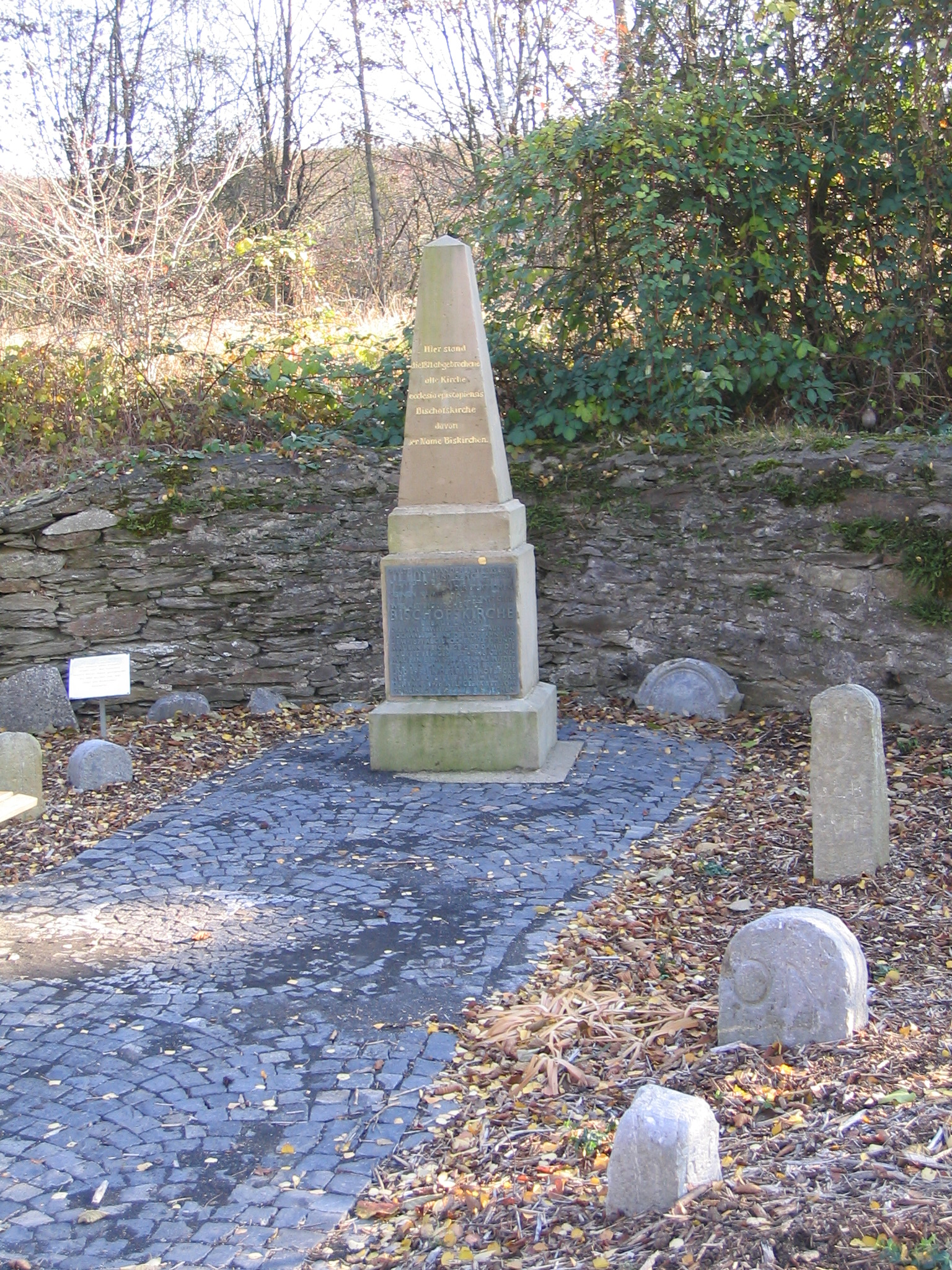
Denkmal von 1884 für die alte Kirche

Im Jahr 1867 erwarb die Gemeinde ein hoch gelegenes Grundstück an einer Straßenkreuzung nördlich des Ortszentrums. 1867/1868 wurde ein neuer Friedhof an der Bissenberger Straße angelegt und der alte Friedhof, der die „Bischofskirche“ umgab, aufgelassen. Die heutige Kirche aus den Jahren 1868 bis 1870 ersetzte die „Bischofskirche“, die 1876 abgebrochen wurde. Das Abbruchmaterial wurde 1887 von der Zivilgemeinde verkauft und diente zum Bau von Häusern. Ein erster Entwurf aus dem Jahr 1861 von Kreisbaumeister Mayer aus Wetzlar in Form einer Kreuzkirche mit Dachreiter wurde von der Kirchengemeinde abgelehnt. Friedrich August Stüler veränderte Mayers zweiten Entwurf, der dann angenommen und ausgeführt wurde. Die Grundsteinlegung erfolgte am 9. Oktober 1868 und die Einweihung am 25. November 1870. Die neue Kirche bot 1000 Menschen Platz.
Auf Veranlassung von Pfarrer Wetz wurde 1884 im Chor der alten Kirche als Gedenkstein ein Sandstein-Obelisk mit Inschrift errichtet, der an die „Bischofskirche“ erinnerte. Nach Vorgrabungen in den 1920er Jahren durch Heinrich Zutt führte Helmut Schoppa 1939 archäologische Ausgrabungen durch, da die Umgehungsstraße L 3020 in Planung war, die über das Kirchengelände verlief und die Gebäudereste zerstören würde. Der Bau der Umgehungsstraße erfolgte 1946–1948. Das Denkmal wurde 1952 in die noch erhaltene Ecke der alten Friedhofsmauer südlich der Weilburger Straße zwischen Bahnlinie und L 3020 umgesetzt und erhielt anlässlich der Sanierung 1978/1979 eine Bronzeplatte mit Inschrift.
Im Jahr 1953 wurde im Norden ein Gemeindehaus angebaut. Bis 1958 war die polygonale Kanzel am nördlichen Chorbogen auf einem sechsseitigen hohen Fuß errichtet und durch eine unterhalb der Nordempore eingebaute hölzerne Sakristei mit angeschlossener Kanzeltreppe zugänglich. Bei einer Innenrenovierung 1958/1959 wurden der Chor und eine Achse des Langhauses abgetrennt, um Raum für eine Sakristei und einen Gemeinderaum zu erhalten. An der eingezogenen Zwischenwand erinnert ein sandsteinfarbener Rundbogen an den originalen Chorbogen. Die bauzeitliche Kirchenausstattung wurde vollständig entfernt, die Empore um drei Achsen auf die Hälfte verkürzt und unterhalb des offenen Dachstuhl eine Flachdecke eingezogen. An der Stirnwand wurde ein 3,50 Meter hohes Kreuz aus 50 Metallplatten, die in Messing gefasst waren, angebracht, das Kirchenmaler Jörg Großhaus gestaltet hatte.
1969 erhielten die zwölf Fenster Antikglas statt Buntglas. Die Spanndecke von 1959 wurde zehn Jahre später durch eine Holzbalkendecke ersetzt. Die Bänke wurden zugunsten eines Blocks zusammengeschoben. Die Kirche erhielt eine neue Beleuchtung mit Pendelleuchten. Nach den beiden Renovierungen bot die Kirche noch etwa 480 Besuchern Platz. Zudem wurden der Glockenstuhl erneuert und ein Stahlgerüst eingebaut. Von 2008 bis 2010 wurde eine Außen- und Innenrenovierung durchgeführt. In einem ersten Bauabschnitt wurden bauerhaltene Maßnahmen durchgeführt, die das schadhafte Dachwerk, das Giebelmauerwerk,  den Eingangsbereich, die Fenster und die Sicherung der bekrönenden Fialen umfassten. Es folgte eine Sanierung der Außenanlagen. Bei der Innenrenovierung im Jahr 2010 wurden eine neue Heizung eingebaut und der Mittelgang wiederhergestellt. Das große Kreuz an der Ostwand wurde durch ein kleines Altarkreuz ersetzt. Eine geplante Freilegung des Chors musste aus Kostengründen zurückgestellt werden.
Die Kirchengemeinde gehörte bis Ende 2018 zum Kirchenkreis Braunfels, der 2019 in den Evangelischen Kirchenkreis an Lahn und Dill in der Evangelischen Kirche im Rheinland aufging.

## Architektur

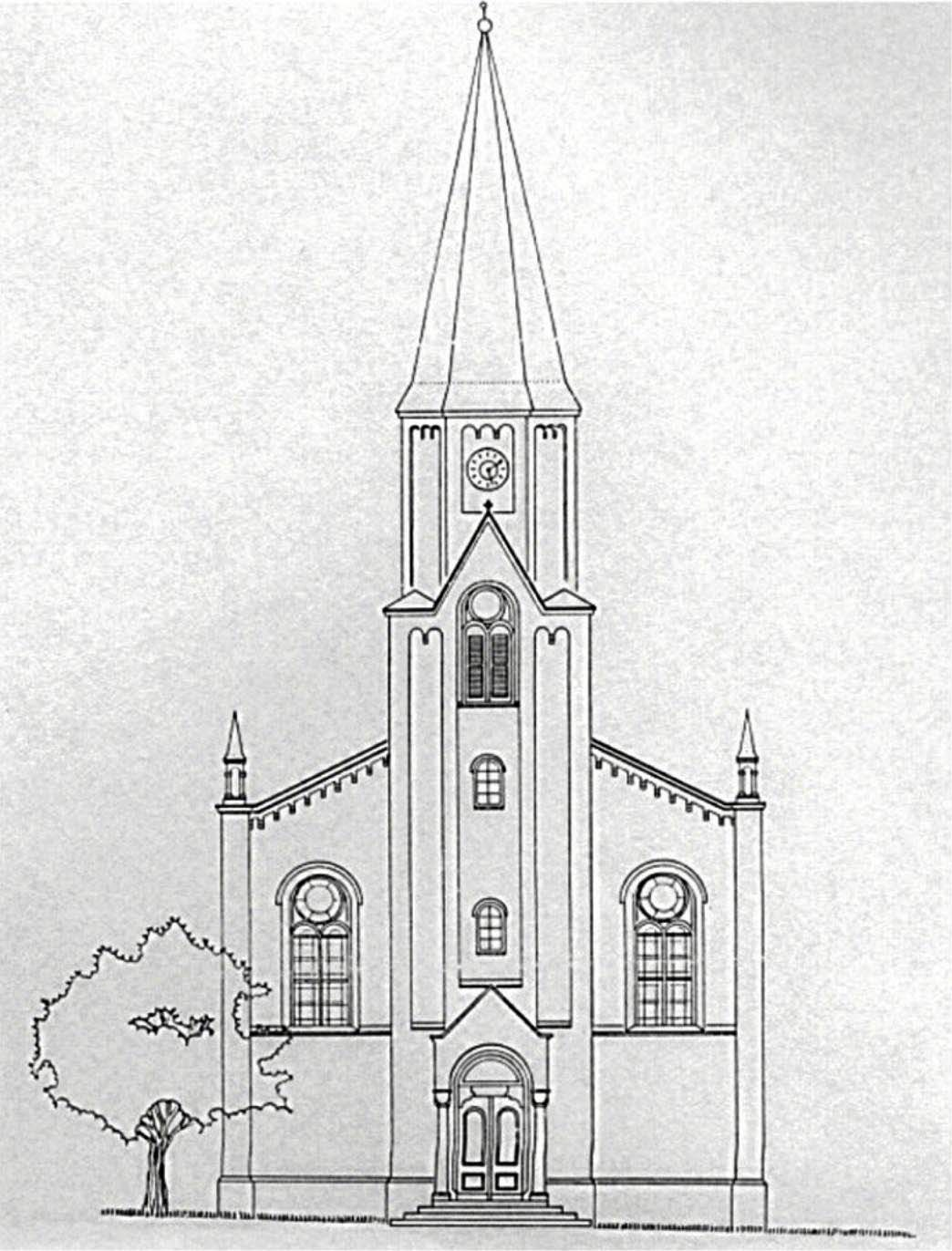
Ev. Kirche Biskirchen nach der Fertigstellung

Der nach Nordosten ausgerichtete Saalbau ist an einer Straßenkreuzung nördlich des alten Ortszentrum in prominenter Lage auf einer Anhöhe errichtet. Die Saalkirche mit polygonalem Chor wird durch den schlanken Westturm beherrscht. Das Gebäude aus unverputztem Bruchsteinmauerwerk aus Schalstein hat einen umlaufenden Sockelbereich und wird von einem verschieferten Satteldach bedeckt. Die Steine stammten aus dem Steinbruch „Lohrberg“ bei Stockhausen. Die Gewände von Fenstern und Portalen, Gesimsen und Friesen sind in rotem Sandstein ausgeführt. Die Außenmaße betragen 35,23 × 13,53 Meter und die Turmhöhe 36 Meter.
Die Langseiten der schlichten Saalkirche werden durch Lisenen gegliedert, die bis zum Trauffries hinaufreichen. Auch die Giebel an den Schmalseiten weisen Trauffriese auf. Das sechsachsige Langhaus hat über den vier Ecklisenen schlanke viereckige Türmchen mit einem vierseitigen Spitzhelm und einer Kreuzblume als Bekrönung. In halber Mauerhöhe findet sich ein umlaufendes Gesims, über dem gleichmäßig gereihte Rundbogenfenster eingelassen sind. Sie haben zweibahniges Maßwerk und ein Rundfenster im Bogenfeld. Je sechs Fenster an den Langseiten und zwei Westfenster, die den Turm flankieren, belichten den Innenraum; die Ostwand ist fensterlos. Das Portal am westlichen Ende der Südwand hat Gewände mit Stichbogen. Eine wappenschildförmige Bronzetafel von 1996 links des Südportals erinnert an den Architekten Friedrich August Stüler. Der gewölbte Fünfachtelschluss mit drei Rundbogenfenstern ist eingezogen und niedriger als das Schiff.
Der Westturm auf quadratischem Grundriss nimmt etwa ein Drittel der Westseite ein. Einzelne Elemente des Kirchturms weisen Kennzeichen der Neugotik auf. Der Sandstein-Vorbau hat zwei Freisäulen mit Würfelkapitellen und einen Dreiecksgiebel mit einer Kreuzblume. Das Rundbogenfeld über dem Westportal ist mit einem Kleeblattkreuz verziert. Die Turmhalle dient als Eingangsbereich. Der aufgemauerte Turm wird durch zwei Lisenen und Ecklisenen gegliedert, die in ein Rundbogenfries und kleine Dreiecksgiebel münden, die mit einer Kreuzblume verziert sind. Ein kleinerer oktogonaler Aufbau weist Ecklisenen und ein Rundbogenfries auf. In die vier Himmelsrichtungen sind die Zifferblätter der Turmuhr angebracht. Der oktogonale Spitzhelm wird von einem Turmknauf und einem schlichten Kreuz bekrönt.

## Ausstattung

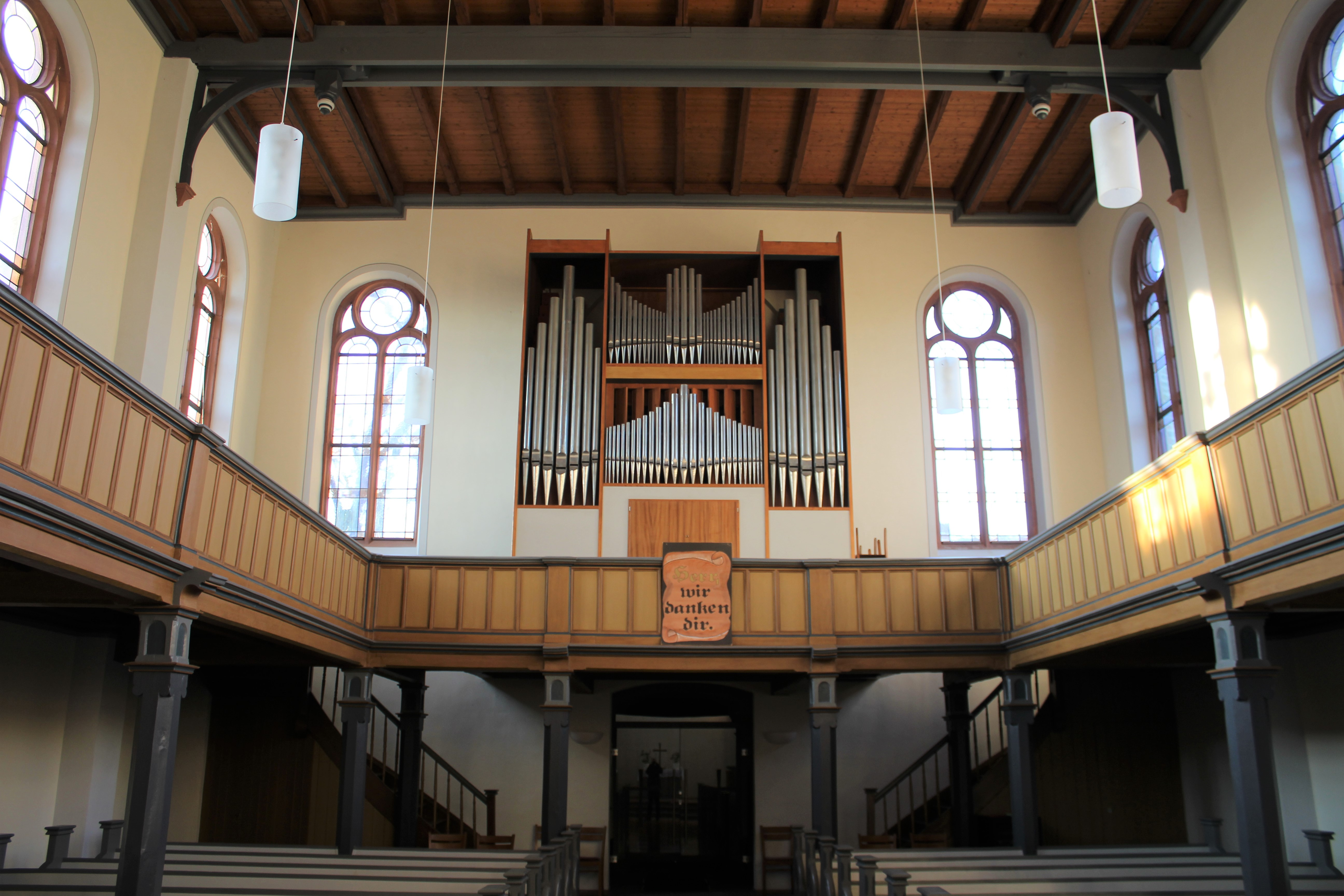
Innenraum Richtung Orgelempore

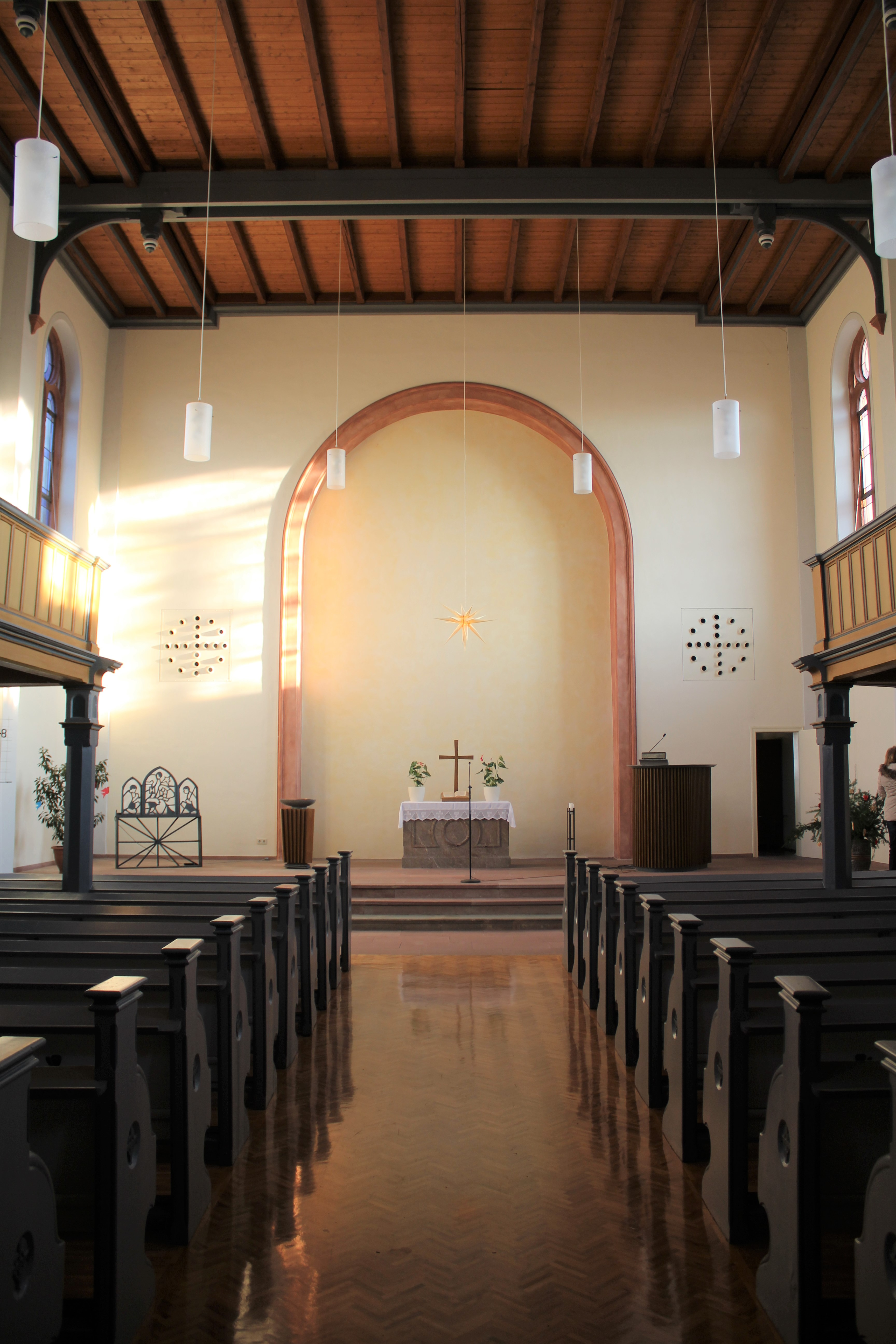
Blick zum liturgischen Bereich

Der schlicht ausgestattete Innenraum wird von einer flachen Holzbalkendecke mit Querunterzügen von 1970 abgeschlossen. Die hölzerne, dreiseitig umlaufende Empore ruht auf achteckigen Pfosten mit Würfelkapitellen. Die Brüstung hat hochrechteckige Füllungen. Die Westempore dient als Aufstellungsort für die Orgel. Das Kirchengestühl bildete von 1969 bis 2010 einen Block und lässt seitdem wieder einen Mittelgang frei. Unterhalb der Bänke wurde 1959 ein Holzparkett mit Mosaikmuster verlegt.
Der liturgische Bereich vor der Ostwand ist um drei Stufen erhöht und mit roten Sandsteinplatten belegt. Der bauzeitliche Blockaltar aus rosa-grauem Lahnmarmor mit Sockel und überstehender Mensaplatte ist mit profilierten geometrischen Formen verziert: an der Seite Vierecke und vorne ein Kreis, der von zwei Vierecken flankiert wird, deren Innenseiten konkav gewölbt sind. Der Altar steht vor einem großen Rundbogen, der dem 1959 abgetrennten Chor nachempfunden ist. Das hölzerne Taufbecken mit aufgesetzter Taufschale und die hufeisenförmige Kanzel stammen beide aus dem Jahr 1959.

## Orgel

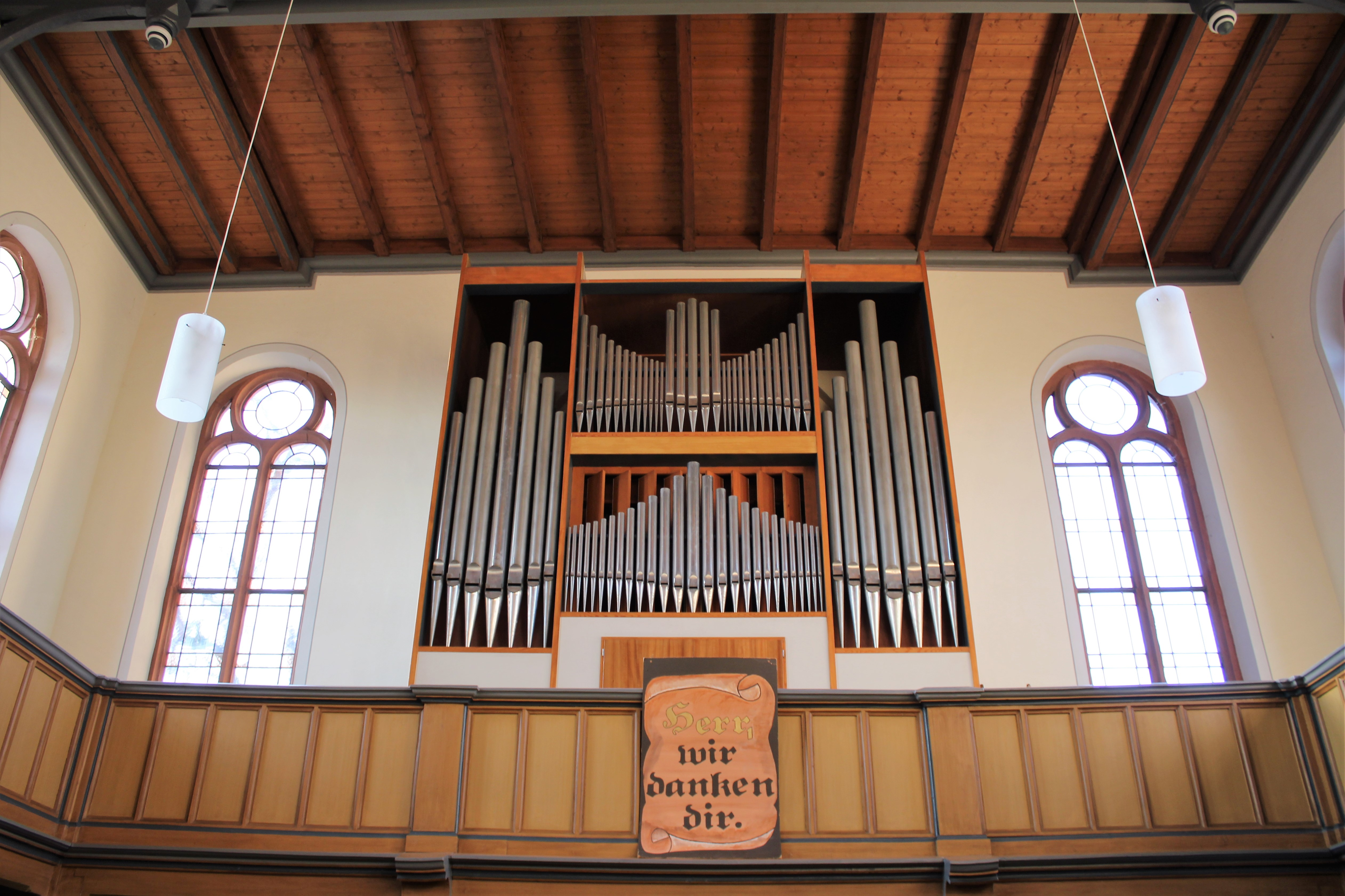
Hardt-Orgel von 1970

Für die Vorgängerkirche baute Johann Georg Bürgy im Jahr 1822 eine Orgel mit zwölf Registern auf einem Manual und Pedal. Das Instrument wurde 1871 an die evangelische Kirche Daubhausen verkauft, wo es erhalten ist. Orgelbauer Knauf aus Gotha baute im selben Jahr für die neue Kirche ein zweimanualiges Werk mit 18 Registern. Die heutige Orgel stammt von Orgelbau Hardt aus dem Jahr 1970. Sie verfügt über 14 Register auf zwei Manualen und Pedal. Die Disposition lautet wie folgt:
| I Hauptwerk C–f3 |       |
| Prinzipal        | 8′    |
| Rohrflöte        | 8′    |
| Oktave           | 4′    |
| Spindelflöte     | 4′    |
| Waldflöte        | 2′    |
| Mixtur IV        | 1 ⁄3′ |

| II Brustwerk (schwellbar) C–f3 |    |
| Gedackt                        | 8′ |
| Koppel                         | 4′ |
| Oktave                         | 2′ |
| Sesquialter II                 |    |
| Scharf III                     | 1′ |
| Tremulant                      |    |

| Pedal C–f1 |     |
| Subbass    | 16′ |
| Oktavbass  | 8′  |
| Choralbass | 4′  |

- Koppeln: II/I, I/P, II/P

## Geläut
Die Vorgängerkirche erhielt im 18. Jahrhundert zwei Glocken, die in den Jahren 1701 und 1735 gegossen wurden. Die kleine Glocke trug die Inschrift: „Ich ruf zur Kirche und sing zum Grab, o Mensch dein groß Sünd leg ab. Biskirchen 1701“. bei der größeren Glocke von Johann Jakob Rincker lautete die Inschrift: „soli deo gloria. Johann Jakob Rinker von Aßlar goß mich. Biskirchen 1735“. Beide Glocken wurden in die neue Kirche übernommen. Kaiser Wilhelm stiftete zwölf Zentner Kanonenmetall für eine große „Friedensglocke“, die Rincker 1872 mit folgender Inschrift goss: „Concordia. Friede auf Erden!“ Im Ersten Weltkrieg wurden die Glocken von 1701 und 1872 abgeliefert. Zwei größere Ersatzglocken von F. W. Rincker aus dem Jahr 1927 erlitten 1942 dasselbe Schicksal. Spenden und eine Stiftung ermöglichten 1951 die Anschaffung eines neuen Stahlgeläuts vom Bochumer Verein. Die drei neuen Glocken tragen Bibelverse und die Namen der Spender und der beteiligten Gemeinden. Sie erklingen im Te-Deum-Motiv. Die Glocke von 1735 (88 kg, Schlagton c2) passte wegen ihres anderen Klangs nicht zu dem neuen Geläut, wurde 1951 abmontiert und kam 1956 in die neu erbaute Kreuzkirche Stockhausen.
| Nr. | Name          | Gussjahr | Gießer, Gussort         | Schlagton | Inschrift |
| --- | ------------- | -------- | ----------------------- | --------- | --- |
| 1   | Sterbeglocke  | 1951     | Bochumer Verein, Bochum | g1        | „O LAND, LAND, HÖRE DES HERREN WORT GESTIFTET VON DEN DREI KIRCHSPIELSGEMEINDEN“                                                                                    |
| 2   | Zeitglocke    | 1951     | Bochumer Verein, Bochum | b1        | „JESUS CHRISTUS GESTERN UND HEUTE UND DERSELBE AUCH IN EWIGKEIT GESTIFTET VON DER GEMEINDE BISKIRCHEN UND DER SÄNGERVEREINIGUNG BORUSSIA-SÄNGERGRUSS IM JAHRE 1951“ |
| 3   | Zeichenglocke | 1951     | Bochumer Verein, Bochum | c2        | „DER LAUTERSTE BRUNNEN IST DAS WORT GOTTES GESTIFTET VON FAMILIE BROLL, KARLSSPRUDEL“                                                                               |